# Félix Colozzi
Félix Louis Giro Colozzi (en arabe : فيليكس كولوزي), né le 12 mars 1930 à Alger et mort le 14 février 2025 à Longjumeau (France), est un militant syndicaliste anticolonialiste et un combattant « fidaï » (qui signifie : celui qui a accepté de sacrifier sa vie pour une cause)  pour l'indépendance de l'Algérie.

## Biographie
Félix Louis Giro Colozzi naît le 12 mars 1930 à Alger dans le quartier de Bellecourt. Issu d'une famille européenne vivant en Algérie, il grandit dans un contexte marqué par les inégalités et la domination coloniale. Très tôt, il s'engage dans le combat pour l'indépendance aux côtés d'autres militants d'origine européenne, tels qu'Henri Maillot, Fernand Iveton et Maurice Laban.
Dès son jeune âge, Félix Colozzi milite au sein de la Confédération Générale du Travail (CGT) et rejoint le Parti communiste algérien (PCA). Face à l'intensification du conflit, le PCA met en place les Comités de défense des libertés (CDL), des réseaux clandestins de lutte armée.
En 1956, son engagement prend une tournure plus radicale lorsqu'il intègre les rangs de l'Armée de libération nationale (Algérie) à titre individuel, suite à un accord entre Abane Ramdane et les dirigeants du PCA. Membre actif du commando de choc du Grand-Alger, dirigé par Abdelkader Guerroudj, Félix Colozzi participe à plusieurs opérations de sabotage contre l'administration coloniale. Parmi ses actions les plus marquantes figure l'incendie du dépôt des Bouchonneries internationales en 1956, l'un des premiers attentats spectaculaires menés par la résistance urbaine à Alger. Cet acte visait les intérêts économiques de l'administration coloniale et s'inscrivait dans une stratégie de harcèlement du pouvoir français. Arrêté peu après, Félix Colozzi est condamné aux travaux forcés à perpétuité et incarcéré dans plusieurs prisons, notamment Prison de Serkadji et Lambèse. Il partage le sort de nombreux militants emprisonnés et torturés par le régime colonial.
Libéré en 1962, au lendemain de l'indépendance, Félix Colozzi choisit de demeurer en Algérie et obtient la nationalité algérienne. Il poursuit des études d'ingénierie en Bulgarie avant de revenir servir son pays d'adoption en tant que cadre dans différentes institutions publiques jusqu'à sa retraite en 1992. Tout au long de sa vie, il demeure un témoin et un passeur de mémoire. Il publie le livre Mémoires de prison : 1956-1962 et participe à plusieurs documentaires sur la lutte pour l'indépendance de l'Algérie, dont Rester en Algérie (2012) de Philippe Baron et Géraldine Schwarz, et Ils ont rejoint le front, réalisé par Jean Asselmeyer en 2012.
Félix Colozzi s'éteint le 14 février 2025, à l'âge de 95 ans à Longjumeau (France),. Avant de mourir, il avait exprimé le souhait d'être inhumé en Algérie, pays pour lequel il avait combattu. Son enterrement a lieu au carré des Martyrs du Cimetière d'El Alia à Alger, en présence de nombreuses personnalités et anciens résistants. Le président algérien Abdelmadjid Tebboune lui rend hommage en saluant son engagement et son sacrifice pour l'Algérie, qu'il a servie jusqu'à son dernier souffle «Un militant convaincu de la justesse du combat du peuple algérien»,.